# 고욱 (당나라)
고욱(高勗, ? ~ ?)은 당나라 말기의 인물로, 여주 서성현 사람이다. 군벌 양행밀의 막료이다.

## 행적
경복 원년(892년), 군벌 영국군(寧國軍)절도사 양행밀은 그간의 숙적이었던 군벌 회남절도사 손유를 멸망시켜 회남도를 전부 평정하고 그해 8월에 회남절도사에 공식 취임하였다. 고욱은 양행밀의 부름을 받아 장서기(掌書記)에 임용되었다.
이 무렵, 인근 군벌들과의 전쟁이 잦아지면서 재정난으로 인한 경비 부족에 시달리던 양행밀은 차와 소금을 민간의 직물·비단 같은 옷감들과 맞바꾸려고 하였다. 이에 고욱은 양행밀에게 이렇게 말하였다.
| “ | 전쟁의 여파로 10가구 중 9가구가 텅 비어 있는데, 또다시 이익을 탐내어 백성들을 곤궁하게 하면, 민심이 다시 이반하려고 할 것입니다. 그러니, 차라리 우리가 가지고 있는 모든 것들을 인근 번진(藩鎭)들에는 없는 것들과 바꾸어, 군수품을 충분히 공급하는 것이 좋겠습니다. 그리고 유능한 수령감들을 선발하여 사람들에게 농업과 양잠업을 권장한다면, 몇 년 안에 곳간이 저절로 가득 차게 될 것입니다. | ” |

이 말을 그럴듯하게 여긴 양행밀은 고욱의 의견을 모두 받아들였다. 이 소식을 들은 양행밀의 대장 영국군 유후(留後) 전군이 말하였다.
| “ | 어진 사람의 말은 그 말이 가져다주는 이익이 넓고 크다고 하였으니, 이는 바로 고욱을 두고 하는 말이다. | ” |

## 평가
《십국춘추》의 저자 오임신(吳任臣)은 고욱에 대하여 이렇게 논평하였다.
고욱은 농업과 양잠업에 힘쓰게 하는 데 뜻을 두었으니, 어진 사람의 말은 온화한 법이다.

### 내용주
1. ↑  이는 《십국춘추》와 《자치통감》의 기록으로, 《신당서》 권188의 양행밀의 열전에서는 이렇게 말하였다고 한다.[8]
| “ | 전쟁의 상처가 남아 있는데, 이보다 더 거두어 들여서는 안 됩니다. 게다가 금고의 재화들이 부족함을 근심할 이유가 무엇입니까? 만약 우리가 가지고 있는 모든 것들을 사방의 인근 번진(藩鎭)들이 가지고 있지 않은 것과 바꾼다면, 얼마 지나지 않아 재화가 넉넉해질 것입니다. | ” |

### 참조주
1. 1 2 3 4 5  사마광, 《자치통감》, 권259 당기(唐紀) 제75
2. 1 2 3 4 5  호삼성, 《자치통감음주》, 권259 당기(唐紀) 제75
3. 1 2  엄연, 《자치통감보》, 권257 당기 제74 소종 상-상 中 경복 원년(892, 임자), 상주 사보루(思補樓) 교정인쇄본 《자치통감보》(136), 65/105.
4. 1 2  《백양판 자치통감 (63) 군벌혼전》, 61쪽.
5. 1 2 3 4 5  오임신(吳任臣), 《십국춘추》 권5 오5 열전
6. ↑  엄연, 《자치통감보》, 권257 당기 제75 소종 상-중 中 경복 원년(892, 임자), 상주 사보루(思補樓) 교정인쇄본 《자치통감보》(136), 65-66/105.
7. ↑  《백양판 자치통감 (63) 군벌혼전》, 61-62쪽.
8. ↑  구양수 외, 《신당서》 권188 열전 제113 양·시·주·손
9. ↑  엄연, 《자치통감보》, 권257 당기 제75 소종 상-중 中 경복 원년(892, 임자), 상주 사보루(思補樓) 교정인쇄본 《자치통감보》(136), 66/105.
10. ↑  《백양판 자치통감 (63) 군벌혼전》, 62쪽.

## 참고 문헌
- 백양(柏楊, 1920년 ~ 2008년), 《백양판 자치통감》
  - (대만) 백양 역 (1993년 4월). 〈군벌혼전(軍閥混戰)〉. 《현대어문판 자치통감》 [백양판 자치통감 (63) 군벌혼전] (중국어) (63) 1판. 북경: 중국우의출판공사(中國友誼出版公司). ISBN 7-5057-0063-4.